# Radula plumosa
Radula plumosa là một loài rêu trong họ Radulaceae. Loài này được Mitt. ex Stephani mô tả khoa học đầu tiên năm 1884.
Danh pháp khoa học của loài này chưa được làm sáng tỏ. 